# 1893
Cette page concerne l'année 1893 (MDCCCXCIII en chiffres romains) du calendrier grégorien.
L'année 1893 est une année commune qui commence un dimanche.

## Événements

### Afrique
- 15 janvier : le khédive d’Égypte Abbas Hilmi II chasse son Premier ministre Mustafa Fahmi Pacha qu’il juge trop lié aux Britanniques et le remplace par Hussein Fahri Pacha, puis le 19 janvier par Riyad Pacha[1].
- 18 janvier : mort de Tièba Traoré, roi du Kénédougou, empoisonné à Bama ; son frère Babemba Traoré lui succède[2].
- 12 février : le négus d’Éthiopie Menelik II dénonce le traité d’Ucciali de 1889. Désireux de s’affranchir de la tutelle italienne, l’empereur rembourse un prêt de quatre millions, mais conserve un important stock d’armes reçu à titre de reconnaissance[3].
- 6 mars : la mission menée par Casimir Maistre en Centrafrique atteint la Bénoué, après avoir atteint les confins du Baguirmi[4]. Peu après Rabah détruit Manjaffa, la seconde capitale du royaume du Baguirmi, après un siège de quatre mois[5].
- 4 mars et 22 avril, Campagnes de l’État indépendant du Congo contre les Arabo-Swahilis : prise de Nyangwe et de Kasongo par le chef de district belge Dhanis et le chef africain Ngongo Leteta[6]. Ils repoussent les Arabes de Zanzibar au-delà du lac Tanganyika[7]. De nombreux wangwana, mercenaires noirs de Tippou Tib, se rallient à lÉtat indépendant du Congo.
- 9 mars, Éthiopie: signature de la convention pour la construction d’une ligne de chemin de fer entre Addis-Abeba et Djibouti par une compagnie française[8]. Elle amène la fondation de Diré-Daoua.
- 10 mars : la Côte d’Ivoire devient une colonie française autonome[9].
- 12 avril : les troupes coloniales de Curt von François attaquent un camp Namas à Hoornkranz, au Sud-Ouest africain allemand. Cinquante femmes et enfants sont tués, mais le chef nama Hendrik Witbooi et la plupart de ses guerriers parviennent à s’échapper. Ils mènent une guérilla contre l’autorité coloniale allemande jusqu’en 1896. Von François est rappelé le mois suivant et remplacé par Theodor Leutwein[10].
- 12-17 avril : prise de Djenné et de Mopti au roi toucouleur Ahmadou par le colonel Louis Archinard, gouverneur civil et militaire du Soudan français[11].

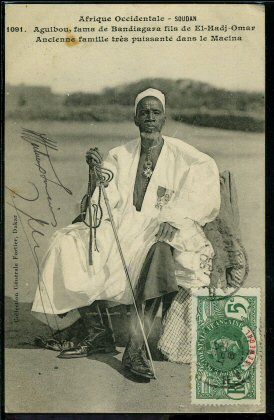
Aguibou, fama de Bandiagara, fils de El-Hadj-Omar. Ancienne famille très puissante dans le Macina. Carte postale de 1904.

- 28 avril : combat de Kori-Kori et prise de Bandiagara le 29 avril par la colonne d’Archinard[11] ; le 4 mai, Aguibou, frère d’Ahmadou, qui s’est rallié à la France, est proclamé roi du Macina, mais il sera déposé le 12 février 1903[12].
- 19 mai : prise de Douentza[11]. Ahmadou, vaincu, échappe à Archinard et poursuit la résistance à l’est jusqu’à sa mort en 1895 dans la région de Sokoto.
- 25, 26, 29 et 30 mai : le rapport sur la réforme du statut de l’Algérie établit par une commission présidée par Jules Ferry est présenté au Sénat français, qui adopte les décrets de rattachement ainsi qu’une série de mesures qui sont essentiellement destinées à renforcer de façon significative les pouvoirs du gouvernement général[13].
- 29 mai : le Bouganda passe sous protectorat britannique[14].
- 18 juillet : des Mashona, serviteurs de colons blancs, sont tués lors d’un raid des Matabélé sur Fort Victoria, envoyé par le roi Lobengula pour punir un vassal indiscipliné. Cet incident provoque la Première Guerre ndébélé menée sous la direction de Jameson, administrateur de la BSAC, futur Premier ministre de la colonie du Cap ; deux colonnes quittent les forts Charter et Victoria le 9 octobre et se rejoignent le 16[15].
- Août : arrivée à Luanda de Mary Kingsley. Elle explore une grande partie de l’ancien Congo français à son retour en Afrique en décembre 1894[16].
- 15 septembre : le chef africain Ngongo Leteta est exécuté pour rébellion et atrocité par un conseil de guerre de l’État indépendant du Congo à Ngandu[6].
- 25 octobre : les Matabélé sont repoussés lors de l’attaque de la colonne britannique à la bataille de la Shangani[15].

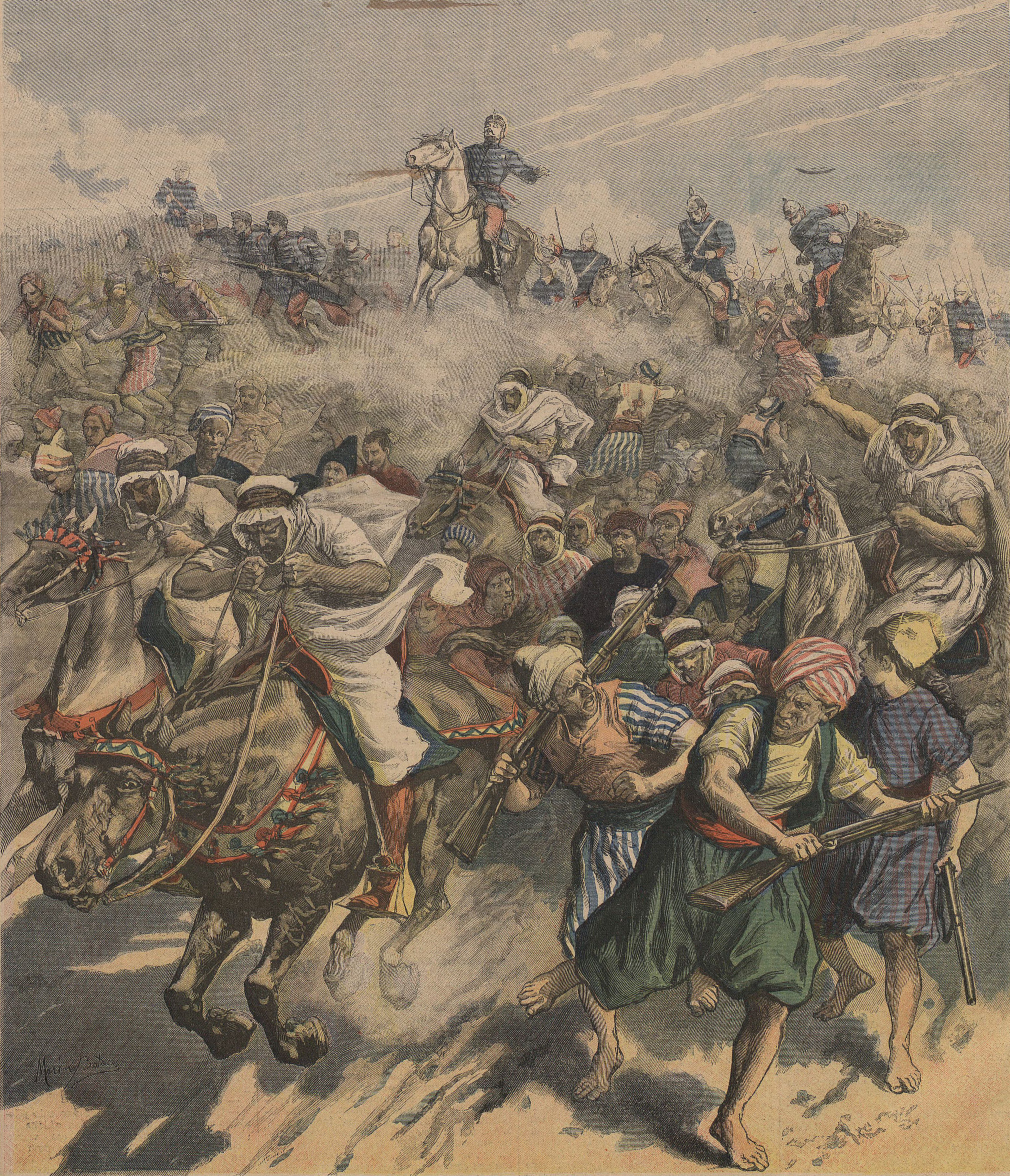
27 - 28 octobre :.

- 27 - 28 octobre, Maroc : attaque de Melilla par les tribus marocaines. Le gouverneur militaire Margallo est tué (Guerra de Margallo ou de Melilla). Des troupes espagnoles débarquent à Melilla (4 novembre)[17]. L’Espagne, qui a déjà 25 000 hommes dans l’enclave, exige une indemnité pour la destruction d’un fortin par les tribus. Elle n’obtient qu’une faible réparation du sultan. L’incident illustre les pressions qui s’exercent sur le Maroc alors que la tension persiste sur la frontière avec l’Algérie.
- 1er novembre, première guerre Matabélé : les Matabélé attaquent le camp britannique du major Forbes près d’Imbembesi, mais sont de nouveau repoussés avec de lourdes pertes face à la puissance de feu des mitrailleuses Maxim[15].
- 4 novembre : les Britanniques occupent la capitale du Matabélé, Bulawayo. Le roi Lobengula s’enfuit vers le nord. Il meurt peu après, sans doute de la variole[18].
- 5 novembre : fondation de la première église « éthiopienne » en Afrique du Sud par Mangena Maake Mokone[19].
- 9 novembre : Rabah attaque le Bornou et ruine Kouka (Kukawa), la capitale[20]. Il tue le sultan Hachem, puis se lance à la poursuite de son successeur, qui s’est réfugié au Gober. Mais les troupes du souverain du Sokoto lui barrent le passage et il revient au Bornou.

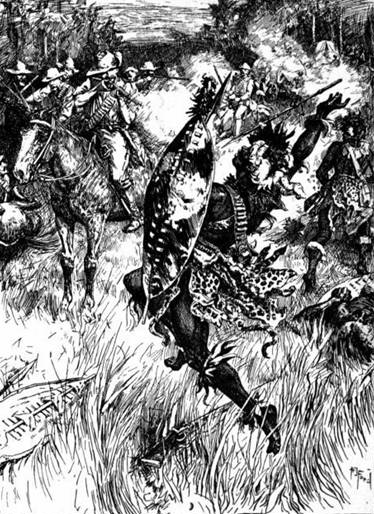
3 décembre : Frederick Russell Burnham, avec la Patrouille de la Shangani, tire sur un guerrier matabélé.

- 3-4 décembre : une patrouille britannique, partie à la poursuite de Lobengula, est prise en embuscade et massacrée par plus de 3 000 guerriers matabélés près de la rivière Shangani[21].
- 15 décembre : soulèvements populaires à Douala au Cameroun. Mutinerie des soldats « dahoméens » de l’armée allemande[22].
- 18 décembre : une armée coloniale britannique dirigée par le colonel Colville envahit le Bounyoro[23]. Le roi Kabarega résiste jusqu’au 4 août 1898, quand il est battu avec Mwanga II, le roi déchu du Bouganda, qui l’a rejoint dans sa lutte en 1897. Le 4 avril 1899, Kabarega et Mwanga sont capturés et déportés aux Seychelles[24].
- 21 décembre : les Italiens d’Érythrée repoussent une attaque des Mahdistes à Agordat[25].
- 26 décembre : Louis Albert Grodet devient gouverneur du Soudan français[26].
- Mouvement manjanga contre le travail forcé au bas Congo (1893-1894)[27]. Le travail forcé au Congo, au bénéfice des chefs africains et de leurs commanditaires, aboutit au dépeuplement de régions entières : dans les 13 villages du district du lac Mantoumba, la population passe de 9 450 âmes en 1893 à 1 750 en 1913.
- Ordonnances impériales prévoyant la création de réserves et la confiscation des terres au Sud-Ouest africain pour les donner aux colons allemands (1893 et 1903)[28].

### Amérique
- 4 mars : début de la présidence démocrate de Grover Cleveland aux États-Unis (fin en 1897)[29].
- 1er mai - 30 octobre : exposition universelle à Chicago[30].
- 5 mai : panique financière[31]. La Bourse de New York s’effondre, provoquant une dépression économique (1893-1897).

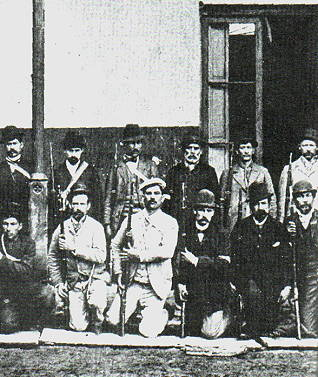
' en Argentine : les troupes de l'Ejército Revolucionario Radical

- 11 juillet : révolution libérale à León, au Nicaragua. Le caudillo José Santos Zelaya, libéral, devient président du Nicaragua le 25 juillet (fin en 1909)[32].
- 29 et 30 juillet : Revolución de 1893 en Argentine. Des insurrections dirigées par la Unión Cívica Radical éclatent à San Luis, Santa Fe et Buenos Aires (Hipólito Yrigoyen et Aristóbulo del Valle) ; le 25 août, les insurgés déposent provisoirement les armes[33].
- 24 août[34] : fondation de l'École polytechnique de São Paulo, au Brésil.
- 6 septembre : Révolte de l’Armada au Brésil[35]. Elle commence par une rivalité de chef politique dans le Rio Grande do Sul et continue sous forme d’une sécession de la marine militaire (Armada). Le gouvernement constitue une flotte loyaliste à Recife. Les officiers insurgés abandonnent la partie et se réfugient sur les navires portugais ancrés dans le port. La rébellion avait échoué.
- 25 septembre : nouvelles insurrections en Argentine dirigées par la Unión Cívica Radical : Leandro N. Alem est proclamé par les insurgés Président de la Nation, à Rosario. Le 2 octobre, l’armée argentine conduite par Julio Argentino Roca entre dans la ville et met un terme à la tentative radicale[36].

### Asie et Pacifique

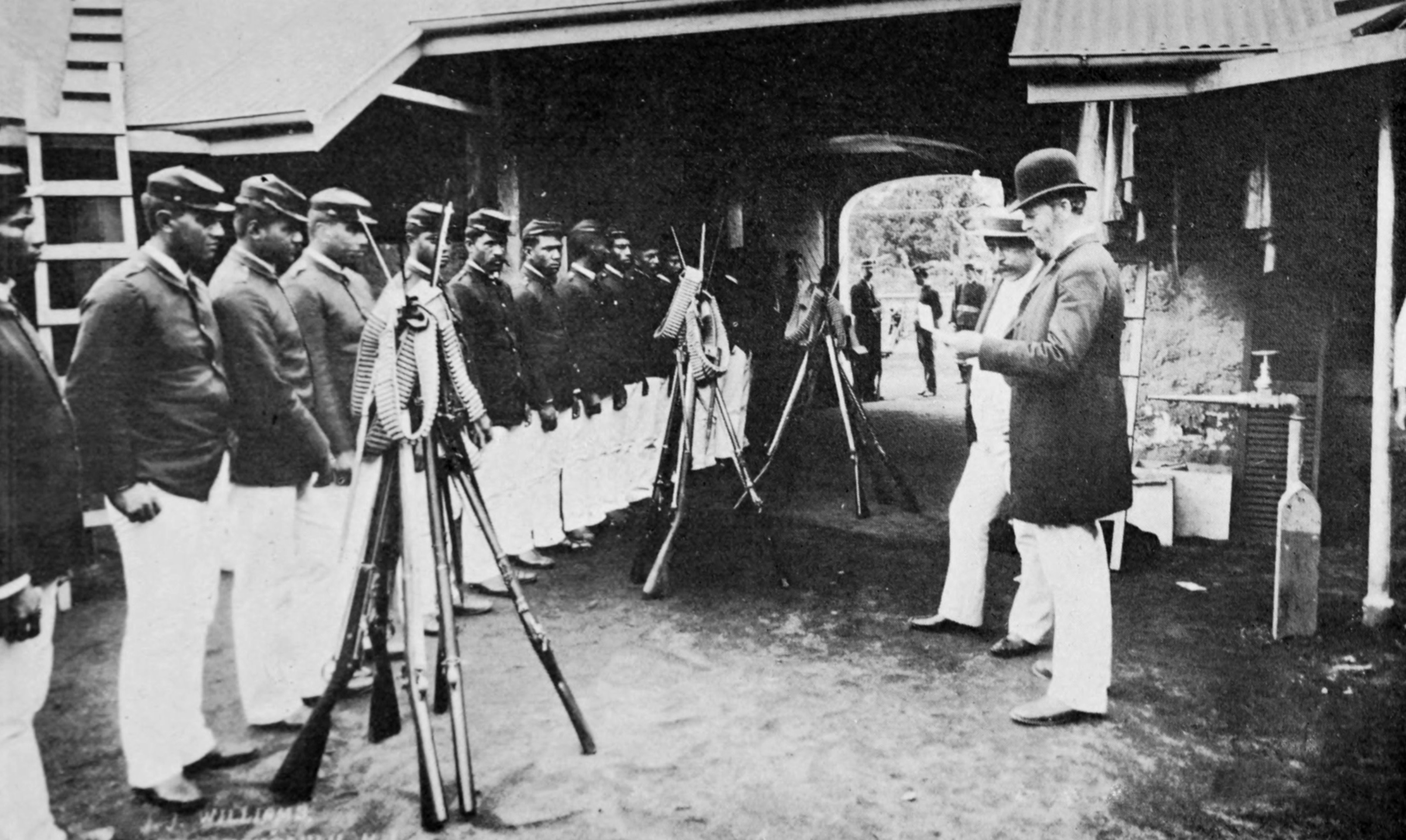
17 janvier : coup d’État à Hawaii. La garde personnelle de la reine Liliʻuokalani est désarmée.

- 16 janvier : intervention des troupes des États-Unis pour protéger les résidents américains à Hawaii[37].
- 17 janvier : fin de la monarchie à Hawaii. Un coup d’État organisé par un groupe de planteurs américains contre la reine Liliʻuokalani proclame la république[38]. Sanford B. Dole forme un gouvernement provisoire. le 29 mars, Grover Cleveland rejette la demande d’annexion d’Hawaii[39].
- 7 février : à Tiflis en Géorgie, réunion du premier congrès du Parti social-démocrate de Géorgie[40].
- 10 février, Japon : une admonition de l’empereur prie les fonctionnaires de contribuer à la construction d’une flotte de guerre. Ils doivent renoncer à un dixième de leurs ressources afin d’épargner pendant six ans 300 000 yens par an sur les dépenses de la couronne[41].
- 15 mars : protectorat britannique sur les îles Salomon du centre et du sud[42].

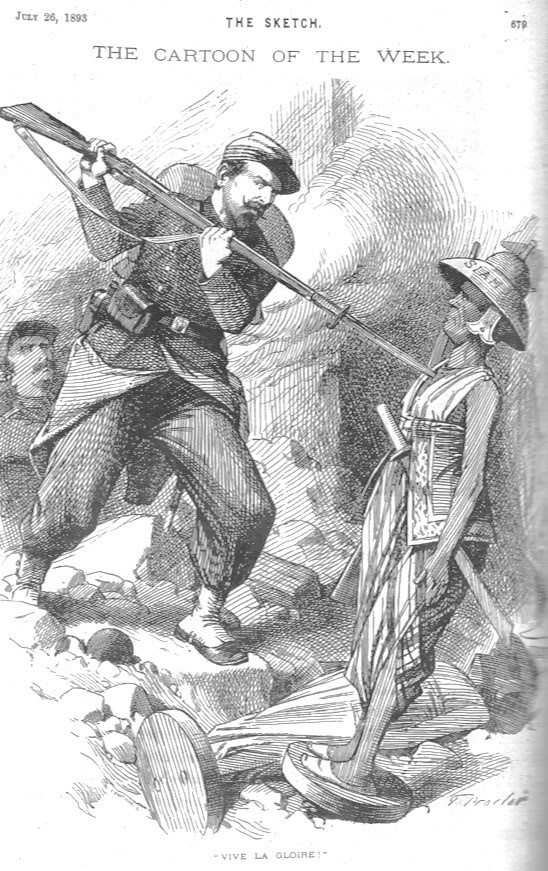
Guerre franco-siamoise. Caricature parue le 26 juillet dans le journal britannique The Sketch : pour symboliser la supériorité militaire française, les soldats siamois sont représentés comme des mannequins de bois inoffensifs.

- 13 juillet : incident de Paknam, à l’origine de la guerre franco-siamoise[43]. Le Siam est impliqué dans une querelle de frontière avec la France en Indochine. Les Français (Auguste Pavie) envoient des navires de guerre à Bangkok et obligent les Siamois à leur céder le Cambodge et toute la partie du Laos située à l’est du Mékong. Le Laos devient un protectorat français et la rive droite du Mékong est démilitarisée.
- 19 septembre : à la suite d'une pétition, la Nouvelle-Zélande est le premier pays au monde à accorder le droit de vote aux femmes[44].
- 3 octobre : traité franco-siamois. Le Siam renonce aux territoires de la rive gauche du Mékong[45]. Conférence de Bangkok pour la délimitation des zones d’influence britanniques et française en Asie du Sud-Est[46]. Création par la France du Protectorat du Laos, future composante de l'Union indochinoise.
- 16 octobre : l’explorateur suédois Sven Hedin quitte Stockholm pour une expédition en Asie centrale arrive à Pékin le 7 mars 1897[47].
- 12 novembre : accord sur la Ligne Durand signé entre l'émir Abdur Rahman Khan et sir Mortimer Durand (frontière indo-afghane)[48].
- 28 novembre et 20 décembre (Maoris) : élections législatives néo-zélandaises[49].

### Europe
- 6 janvier : scission du Parti social-démocrate hongrois provoquée par les éléments modérés, responsables des caisses de secours, qui excluent Pál Gábor Engelmann (en)[50].
- 13-14 janvier, Royaume-Uni : fondation du parti indépendant du travail (Independent Labour Party) par le mineur écossais James Keir Hardie[51].
- 13 février, Royaume-Uni : Gladstone présente un second projet de Home Rule, rétablissant une représentation irlandaise à Westminster ; accepté par les Communes le 1er septembre, il est refusé par les lords[52].
- 18 février : fondation de la Fédération des agriculteurs (Bund der Landwirte) en Empire allemand, formée par les grands propriétaires terriens conservateurs, qui entendent défendre leurs intérêts devant le Parlement[53]. Deuxième organisation de masse derrière la social-démocratie, unie au parti conservateur, l’Alliance empêchera une réforme du système électoral et apportera son soutien aux pangermanistes.
- 12 avril (31 mars du calendrier julien) : création du Parti social-démocrate roumain[54]. Le courant marxiste y est représenté par Constantin Dobrogeanu-Gherea, en relation avec Engels. Le parti éclate en 1899 pour renaître en février 1910 dans la IIe Internationale.
- 13 avril : coup d’État d’Alexandre Ier Obrenovic en Serbie. Il renverse les régents, abolit la Constitution libérale de 1888 et s’attribue le pouvoir absolu[55].
- 18 avril : adoption du principe du suffrage universel et pluraliste en Belgique (vote plural)[56].
- 22 avril : crise ministérielle en Norvège à la suite de l’échec de négociations pour trouver un compromis entre la Suède et la Norvège concernant la « question consulaire », crise ouverte au sujet de la représentation diplomatique commune, le plus souvent confiée à des fonctionnaires suédois[57]. Le cabinet libéral de Johannes Steen, qui a présenté la loi établissant un service consulaire distinct refusée par le roi, démissionne et le conservateur Emil Stang est chargé de former un nouveau gouvernement le 2 mai[58].
- Avril : fondation en Pologne de la ligue nationale (Liga Narodowa) dirigée par Roman Dmowski[59].
- 6 mai, Allemagne : Caprivi dissout le Reichstag sur la question militaire. L’augmentation des effectifs fixée à 80 000 hommes divise les différents partis. Le compromis proposé par le Zentrum (60 000 hommes) est accepté par le gouvernement, mais rejeté par les députés. Lors des élections du 15 juin, seuls les partis de droite et les libéraux progresseront. En juillet, le service militaire est fixé à deux ans[60].
- 20 juin, Russie : interdiction des redistributions partielles de terre dans le mir et obligation de respecter un intervalle de 12 ans entre deux redistributions générales[61].
- 29 juin : inauguration de la fontaine Shaftesbury Memorial de Piccadilly Circus à la mémoire de Lord Shaftesbury (1801-1885) qui avait consacré sa vie à améliorer celle des enfants pauvres en créant les Shaftesbury homes[62].

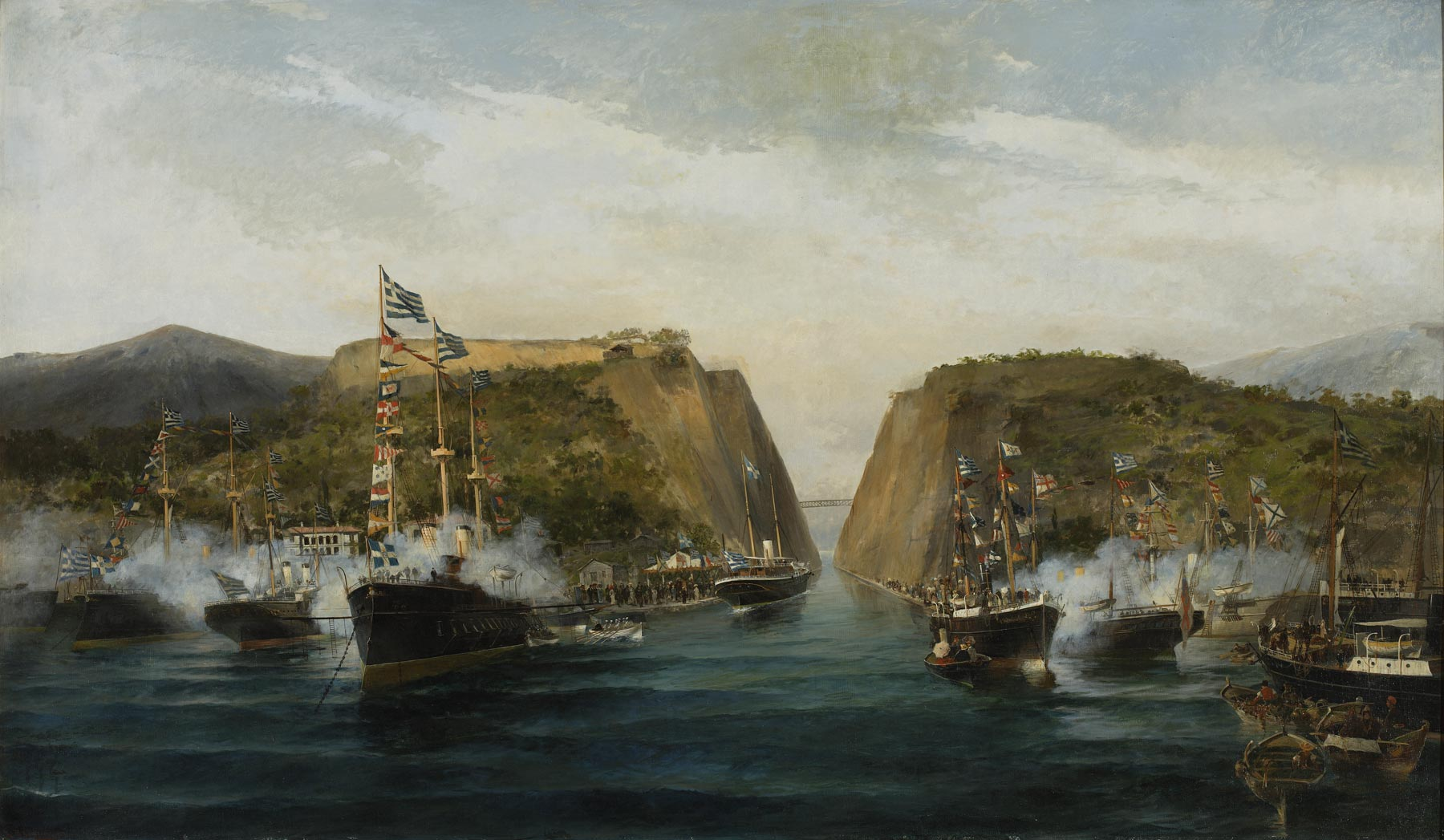
25 juillet : inauguration du canal de Corinthe.

- 25 juillet : inauguration du canal de Corinthe après onze ans de travaux[63].
- 30 juillet : fondation à Varsovie du parti social démocrate du royaume de Pologne (SDKP)[64].
- 6 - 12 août : IIIe congrès de l’Internationale socialiste à Zurich, au cours duquel la IIe Internationale décide d’expulser les anarchistes. Opposition quant à la tactique à adopter pour prendre le pouvoir : la priorité de l’action politique ne sera adoptée qu’au cours du IVe congrès, en 1896[65].
- 16 - 17 août : massacre des Italiens d’Aigues-Mortes[66].
- 31 août : Vladimir Oulianov (Lénine) s’installe à Saint-Pétersbourg et milite dans les cercles d’intellectuels marxistes[67].
- 10 octobre : projet de loi électorale en Autriche. Le texte, qui introduit le suffrage universel, provoque l’indignation des conservateurs et la chute du cabinet Eduard Taaffe le 28[68].
- 13-29 octobre : visite de la flotte russe à Toulon[69].
- 21 octobre : traité de commerce entre l’Allemagne et la Roumanie[70].
- 28 octobre : le HMS Havock, lancé le 2 août, flotte sur la Tamise. Il est le premier destroyer construit par Yarrow[71].
- 11 novembre : cabinet conservateur Windischgraetz en Autriche (fin en 1895)[72].
- 18 novembre : encyclique Providentissimus Deus sur les études bibliques et l’exégèse[73].

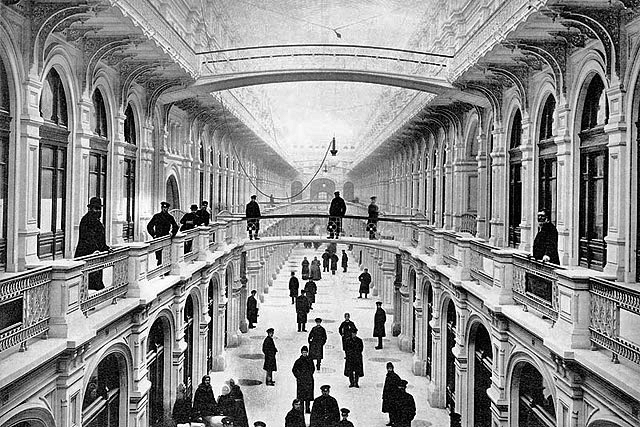
Le Goum à son ouverture en 1893.

- 2 décembre : inauguration du Goum à Moscou[74].
- 26 décembre, Russie : interdiction des transferts de terres communautaires à des possesseurs non paysans. Obligation pour toutes sorties du mir d’un vote de l’assemblée communale à la majorité des 2/3[61].
- Karl Lueger fonde le parti chrétien-social (Christlichsoziale Partei) en Autriche[75].

## Naissances en 1893
- 1er janvier : Pierre Chagnon, compositeur français († 9 mars 1957).
- 2 janvier :
  - Jean Denis, peintre et aviateur français († 14 novembre 1970).
  - Sybil Morrison, suffragette britannique († 26 avril 1984).
- 3 janvier :
  - Mario Bacchelli, peintre paysagiste italien († 19 octobre 1951).
  - Pierre Drieu la Rochelle, écrivain français († 15 mars 1945).
  - Irène Lagut, peintre française († 4 août 1994).
- 4 janvier :
  - Geneviève Barrier Demnati, peintre orientaliste française († 14 mars 1964).
  - Margaret Cossaceanu, sculptrice française d'origine roumaine († 22 septembre 1980).
  - Manuel Palau, compositeur espagnol et professeur au Conservatoire de Valence († 18 février 1967).
- 5 janvier : André Baugé, baryton et acteur de cinéma français († 25 mai 1966).
- 7 janvier : Rolf Nesch, artiste expressionniste allemand († 27 octobre 1975).
- 9 janvier :
  - Fernande Barrey, modèle et peintre française († 14 juillet 1960).
  - Gavira (Enrique Cano Iribarne), matador espagnol († 3 juillet 1927).
- 11 janvier : Florentino Ballesteros, matador espagnol († 24 avril 1917).
- 12 janvier : Hermann Göring, aviateur et homme politique allemand, officier du régime nazi († 15 octobre 1946).
- 15 janvier : Georges, prince royal de Saxe, renonça à ses droits pour entrer dans la Compagnie de Jésus (+ 14 mai 1943).
- 18 janvier : Léon Weissberg, peintre polonais († 11 mars 1943).
- 22 janvier : Godfried Devreese, chef d'orchestre, violoniste et compositeur belge († 4 juin 1962).
- 24 janvier : Erik Friborg, coureur cycliste sur piste suédois († 22 mai 1968).
- 26 janvier : Ben Bard, acteur et pédagogue américain († 17 mai 1974).
- 27 janvier : Marcel Tyberg, chef d'orchestre et organiste autrichien († 31 décembre 1944).
- 29 janvier : Paul Henrard, industriel belge, 9e président du club de football du Standard de Liège et directeur général de la société sidérurgique Espérance-Longdoz († 13 mars 1999).
- 30 janvier : Pierre Tresso (Pietro Tresso, dit Blasco), homme politique italien, militant communiste, trotskiste († 27 octobre 1943).
- 31 janvier : Arkadi Plastov, peintre russe puis soviétique († 12 mai 1972).

- 2 février :
  - Leopoldo Torricelli, coureur cycliste italien († 18 novembre 1930).
  - Sühbaataryn Yanjmaa, femme politique, présidente de la Mongolie († 1963).
- 3 février : Gaston Julia, mathématicien français († 19 mars 1978).
- 5 février : Roman Ingarden, philosophe polonais († 14 juin 1970).
- 7 février : Nicanor Abelardo, compositeur philippin († 21 mars 1934).
- 8 février : Germán Cueto, peintre, sculpteur et créateur de marionnettes mexicain († 14 février 1975).
- 18 février : Cornelius Wiebe, médecin et homme politique canadien († 12 juillet 1999)
- 19 février : Cedric Hardwicke, acteur britannique († 6 août 1964).
- 21 février : Andrés Segovia, guitariste classique virtuose espagnol († 2 juin 1987).
- 22 février : Peadar O'Donnell, républicain irlandais († 13 mai 1986).
- 26 février :
  - Vittorio Ambrosini, journaliste et soldat italien († 20 octobre 1971).
  - Ivor Armstrong Richards, critique littéraire et rhétoricien anglais († 7 septembre 1979).
- 27 février :
  - José Artés de Arcos, homme d'affaires et inventeur espagnole († 1ᵉʳ janvier 1985).
  - Ralph Linton, anthropologue américain († 24 décembre 1953).
- Ralph Linton, anthropologue américain († 24 décembre 1953).
- 28 février : Pierre Gastiger, footballeur français († 8 mars 1943).
- 6 mars : Daniël Belinfante, compositeur néerlandais († 27 janvier 1945).
- 7 mars : Karol Šovánka, peintre et sculpteur austro-hongrois puis tchécoslovaque († 4 mai 1961).
- 11 mars : Bernard Essers, dessinateur, illustrateur, graveur, aquarelliste et peintre-verrier néerlandais († 13 mai 1945).
- 16 mars :
  - Jeanne Bergson, dessinatrice, peintre et sculptrice française († 23 octobre 1961).
  - Ami-Ferdinand Duplain, peintre et journaliste suisse († 1er décembre 1966).
  - Marcel Léon Wigniolle dit Mawig, médecin et peintre français († 12 novembre 1972).
- 18 mars :
  - Bai Chongxi, militaire, seigneur de la guerre et homme politique chinois  († 1er décembre 1966).
  - Costante Girardengo, coureur cycliste italien († 9 février 1978).
- 22 mars : Bernard Fleetwood-Walker, peintre britannique († 30 janvier 1965).
- 24 mars :
  - Gastone Brilli-Peri, coureur cycliste italien († 22 septembre 1930).
  - Orlando Piani, coureur cycliste italien († 16 octobre 1975).
- 27 mars : Georges Guinegault, peintre français († 26 juillet 1983).
- 29 mars : Dora Carrington, peintre et décoratrice britannique († 11 mars 1932).
- 30 mars : Dennis Hoey, acteur et dramaturge anglais († 25 juillet 1960).

- 1er avril : Cicely Courtneidge, actrice, comédienne et chanteuse britannique († 26 avril 1980).
- 2 avril :
  - Jean Camille Bellaigue, dessinateur publicitaire, illustrateur de livres, aquarelliste, graveur et médailleur français († 10 octobre 1931).
  - André Villeboeuf, illustrateur, peintre, aquarelliste, graveur, écrivain et décorateur de théâtre français († 23 mai 1956).
- 3 avril :
  - Leslie Howard, acteur, réalisateur et producteur de cinéma britannique († 1er juin 1943).
  - Hans Riegel, fondateur de l'entreprise allemande de confiserie Haribo († 31 mars 1945).
- 7 avril :
  - Hamilton Fish Armstrong, diplomate américain, rédacteur en chef de la revue Foreign Affairs († 24 avril 1973).
  - Allen Dulles, diplomate américain († 29 janvier 1969).
  - Almada Negreiros, artiste portugais († 15 juillet 1970).
- 11 avril : Lev Zadov, activiste politique ukrainien († 25 septembre 1938).
- 16 avril : Federico Mompou, compositeur et pianiste espagnol († 30 juin 1987).
- 18 avril : Oreste Emanuelli, peintre italien († 22 octobre 1977).
- 20 avril : Joan Miró, peintre et céramiste espagnol († 25 décembre 1983).
- 26 avril : Dimitri Bouchène, peintre russe, soviétique puis naturalisé français († 6 février 1993).
- 28 avril : Tuure Lehén, homme politique communiste, philosophe, journaliste et historien finlandais puis soviétique († 12 octobre 1976).

- 2 mai : Ludwig Kasper, sculpteur autrichien († 28 août 1945).
- 5 mai : René Lala-Gaillard,  peintre français († 6 janvier 1974).
- 8 mai : Lester Dorr, acteur américain († 25 août 1980).
- 11 mai : Raoul Hynckes, peintre néerlandais († 24 janvier 1973).
- 14 mai : Ragnar Malm, coureur cycliste suédois († 30 mars 1959).
- 16 mai : Paul Pisk, compositeur autrichien, naturalisé américain († 12 janvier 1990).
- 19 mai : Ramón Encinas, joueur et entraîneur de football espagnol († 21 mars 1967).
- 26 mai : Gabriel Fournier, peintre français († 13 avril 1963).
- 28 mai : Mina Witkojc, poétesse et journaliste allemande († 11 novembre 1975).
- 29 mai : Kynaston Reeves, acteur anglais († 5 décembre 1971).
- 31 mai : Arthur Cantillon, écrivain et homme politique belge († 8 mars 1933).

- 3 juin : Maurice Bouviolle, peintre français († 29 juin 1971).
- 6 juin : Louise Pascalis, illustratrice et peintre française († 6 août 1975).
- 9 juin :
  - Édouard Goerg, peintre, graveur et illustrateur expressionniste français († 13 avril 1969).
  - Chaïm Soutine, peintre français d'origine italienne († 9 août 1943).
- 18 juin : Guillaume Pujolle, peintre français († 18 décembre 1971).
- 22 juin : Clarence Wallace, homme politique canadien († 12 novembre 1982).
- 28 juin :
  - Robert Fleig, résistant français († 23 novembre 1944).
  - Florence Henri, peintre suisse d'origine française († 24 juillet 1982).
  - Jean Léon, peintre français († 14 mai 1985).
- 29 juin : Aarre Merikanto, compositeur et pédagogue finlandais († 29 septembre 1958).

- 1er juillet : Louis-Édouard Garrido, peintre français († 13 mai 1982).
- 2 juillet : Robert Prévost, peintre français († 17 août 1967).
- 3 juillet : Biagio Cavanna, coureur cycliste sur piste italien, puis masseur de sportifs et formateur de cyclistes († 21 décembre 1961).
- 8 juillet : Carmen Mondragón, peintre et poétesse mexicaine († 23 janvier 1978).
- 12 juillet : John Gould Moyer, homme politique américain († 21 janvier 1976).
- 13 juillet : Hans Hermann Schaufuss, acteur allemand  († 30 janvier 1982).
- 14 juillet : Spencer Williams, acteur, scénariste, réalisateur et producteur américain († 13 décembre 1969).
- 15 juillet : Alexandre de Spengler, peintre et graveur d'origine hollandaise († 7 janvier 1973).
- 16 juillet : Richard Cooper, acteur britannique († 18 juin 1947).
- 18 juillet : Richard Dix, acteur américain († 20 septembre 1949).
- 22 juillet : Roger de la Corbière, peintre paysagiste français († 3 septembre 1974).
- 23 juillet : Johannes Müller, compositeur, ténor d'opéra et acteur allemand († 31 août 1969).
- 25 juillet : Carlo Confalonieri, cardinal italien de la Curie romaine († 1er août 1986).
- 26 juillet : George Grosz, peintre allemand († 6 juillet 1959).
- 27 juillet :
  - Ugo Agostoni, coureur cycliste italien († 26 septembre 1941).
  - Pierre Drobecq, architecte, peintre, graveur, lithographe et illustrateur français († 10 mai 1944).
- 28 juillet :
  - Dušan Adamović, peintre serbe puis yougoslave († 17 novembre 1975).
  - Rued Langgaard, compositeur, organiste et chef d'orchestre danois († 10 juillet 1952).
- 31 juillet : Jan Wiegers, peintre, aquarelliste, graveur, lithographe et sculpteur néerlandais († 30 novembre 1959).

- 2 août : Régis Messac, écrivain français († 1945).
- 6 août : Émile Blondel, peintre français († 1970).
- 10 août : Raoul Moretti, musicien, compositeur, orchestrateur et auteur de chansons français († 8 mars 1954).
- 13 août : Michał Kamieński, militaire, sculpteur et peintre polonais († 1944).
- 15 août : Pierre Dac, humoriste et comédien français († 9 février 1975).
- 17 août :
  - Abing, musicien chinois († 4 décembre 1950).
  - Mae West, actrice américaine († 22 novembre 1980).
- 20 août : Godfrey Clive Miller, peintre néo-zélandais († 10 mai 1964).
- 21 août :
  - Lili Boulanger, compositrice française († 15 mars 1918).
  - Shōhachi Kimura, peintre, critique d’art et essayiste japonais († 18 novembre 1958).
- 22 août :
  - Dorothy Parker, écrivaine et scénariste américaine († 7 juin 1967).
  - Charles Perron, peintre français († 18 avril 1958).
- 25 août : Satyapriya Banerjee, homme politique et syndicaliste indien († 1957).
- 28 août : Germain Raingo-Pelouse, peintre français († 25 septembre 1963).
- 29 août : Laudelino Mejías, musicien et compositeur vénézuélien († 30 novembre 1963).
- 31 août : Lily Laskine, harpiste française d'origine russe († 4 janvier 1988).

- 1er septembre : Yasuo Kuniyoshi, peintre et dessinateur japonais († 14 mai 1953).
- 3 septembre : Anthony Collins, compositeur et chef d'orchestre anglais († 11 décembre 1963).
- 6 septembre : Irving Bacon, acteur américain († 5 février 1965).
- 8 septembre :
  - Georges Detreille, coureur cycliste français († 13 mai 1957).
  - Teresa Wilms Montt, écrivaine et poétesse chilienne († 24 décembre 1921).
- 16 septembre : Alexander Korda, réalisateur et producteur hongrois naturalisé britannique († 23 janvier 1956).
- 20 septembre : Paul Surtel, peintre français († 25 mai 1985).
- 22 septembre : Émile Lahner, peintre, graveur et sculpteur français d'origine hongroise († 14 décembre 1980).
- 26 septembre : Georges Kiefer, résistant français († 10 juillet 1970).
- 28 septembre : Jack Hobbs, acteur britannique († 4 juin 1968).
- 29 septembre : « Varelito » (Manuel Varé García), matador espagnol († 13 mai 1922).
- 30 septembre : V. P. Menon, fonctionnaire indien († 31 décembre 1965).
- 1er octobre : 
  - Marianne Brandt, peintre, photographe et designer allemand († 18 juin 1983).
  - Charles Terrasse, Historien de l'art français († 23 mars 1982).
- 3 octobre : Adolf Meinberg, syndicaliste et journaliste allemand († 11 avril 1955).
- 8 octobre : William Shepherd Morrison, gouverneur général d'Australie († 3 février 1961).
- 11 octobre : Emmanuel Durlet, pianiste et compositeur belge († 7 février 1977).
- 12 octobre : Iakov Agranov, homme politique russe puis soviétique († 1er août 1938).
- 14 octobre : Bernard Nedell, acteur américain († 23 novembre 1972).
- 15 octobre : Jacques Camus, peintre, graveur, aquafortiste, lithographe et illustrateur français († 1971).
- 20 octobre : Charley Chase, acteur, réalisateur, producteur, scénariste et compositeur américain († 20 juin 1940).
- 23 octobre :
  - Jean Absil, compositeur et pédagogue belge († 2 février 1974).
  - Dušan Zinaja, skieur, joueur et entraîneur de football yougoslave († 26 septembre 1948).
- 27 octobre : Gustave Lino, peintre français († 28 août 1961).
- 30 octobre : 
  - Achille Enderlin, pionnier français de l'aviation, pilote d'essai de l'Aéropostale († 31 décembre 1927).
  - Isidore Odorico, mosaïste et footballeur français († 27 février 1945).

- 2 novembre : Vera Ermolaeva, peintre, graphiste et illustratrice russe puis soviétique († 26 septembre 1937).
- 3 novembre : Soeroso, un homme politique indonésien († 16 mai 1981).
- 5 novembre : Theodore von Eltz, acteur américain († 6 octobre 1964).
- 9 novembre : Jeanne Denis (la mère Denis), star française de la publicité († 17 janvier 1989).
- 13 novembre :
  - Voldemārs Irbe, peintre réaliste letton († 10 octobre 1944).
  - Reuven Rubin, peintre israélien originaire de Roumanie († 13 octobre 1974).
- 14 novembre : Peter Moeskops, coureur cycliste néerlandais († 15 novembre 1964).
- 19 novembre :
  - Louis Riou, peintre français († mai 1958).
  - Robert Spears, coureur cycliste sur piste australien († 5 juillet 1950).
- 21 novembre : Władysław Strzemiński, peintre et théoricien de l'art polonais († 28 décembre 1952).
- 22 novembre : René Barthe, médecin français, pionnier de la médecine du travail († 28 avril 1957).
- 25 novembre : Marthe Debes, peintre et portraitiste française († après 1953).
- 30 novembre : Frederic Holdrege Bontecou, homme politique américain († 17 septembre 1959).

- 2 décembre : Luise Straus-Ernst, journaliste et historienne de l'art allemande († juin 1944).
- 3 décembre : Arthur Emerson, homme politique américain († 28 juillet 1975).
- 4 décembre : Onorato Damen, homme politique italien († 14 octobre 1979).
- 8 décembre : Mohammed Saleh Bendjelloul, médecin et homme politique algérien († 1er mai 1985).
- 9 décembre :
  - Paul Benoit, moine bénédictin, organiste et compositeur luxembourgeois († 10 avril 1979).
  - Wanda Hanke, ethnologue autrichienne († 31 août 1958).
  - Margarete Kollisch, écrivaine et poétesse autrichienne († 11 octobre 1979).
- 10 décembre : Luigi Lucotti, coureur cycliste italien († 29 décembre 1980).
- 11 décembre : Alceu Amoroso Lima, journaliste, écrivain et homme politique brésilien († 14 août 1983).
- 13 décembre : Stanisław Szukalski, peintre et sculpteur polonais († 19 mai 1987).
- 20 décembre : Jacques Boullaire, dessinateur, graveur et un peintre français († 5 octobre 1976).
- 21 décembre : Émile Simonod, céramiste, peintre et poète français († 4 avril 1977).
- 25 décembre :
  - Serge Ivanoff, peintre d'origine russe († 8 février 1983).
  - Harry Stenqvist, coureur cycliste suédois († 9 décembre 1968).
- 26 décembre : Mao Zedong, fondateur de la république populaire de Chine († 9 septembre 1976).
- 29 décembre : Lisa Krugell, peintre et affichiste française († 19 octobre 1977).
- 31 décembre :
  - Robert Jacquinot, coureur cycliste français († 17 juin 1980).
  - Konrāds Ubāns, peintre letton († 30 août 1981).

- Date précise inconnue :
  - André Auclair, peintre, sculpteur, céramiste et graveur français († 1976).
  - Paul Audfray, peintre français († 1957).
  - André Aaron Bilis, peintre, portraitiste et miniaturiste russe puis argentin († 1971).
  - Robert-André Bouroult, peintre français († 1971).
  - Luis Bru, footballeur espagnol († 23 mai 1972).
  - Eustachio Catalano, peintre italien († 1975).
  - John Wilms, écrivain et homme politique belge († 1978).

## Décès en 1893
- 17 janvier : Rutherford B. Hayes, président des États-Unis (° 4 octobre 1822).
- 18 janvier :
  - Adèle Euphrasie Barbier, mère Marie du Cœur de Jésus, fondatrice de Notre Dame des Missions (° 4 janvier 1829).
  - Emilia de San José, religieuse vénézuélienne (° 7 décembre 1858).
- 21 janvier : Paul Emmanuel Peraire, peintre français (° 12 septembre 1829).
- 22 janvier : Vinzenz Lachner, compositeur et chef d'orchestre allemand (° 19 juillet 1811).
- 23 janvier : Joseph-Alfred Foulon, cardinal français, archevêque de Lyon (° 29 avril 1823).
- 30 janvier :  Grigori Gagarine, prince russe, officier, diplomate, mécène, peintre et Oberhofmeister à la Cour de Sa Majesté Impériale (° 11 mai 1810).
- 8 février : Pierre Brugeilles, député de la Corrèze (° 19 mars 1845).
- 9 février : Antoine Charles Hennequin de Villermont, homme politique, écrivain et historien belge (° 12 juin 1815).
- 14 février : Ludwig Lindenschmit père, préhistorien, peintre et dessinateur allemand (° 4 septembre 1809).
- 21 février : Henri Guillaume Schlesinger, peintre de portrait et de genre allemand (° 6 août 1814).
- 3 mars : Hugh Nelson, homme politique canadien (° 25 mai 1830).
- 5 mars : Charles-Philippe Place, cardinal français, archevêque de Rennes (° 14 février 1814).
- 6 mars : Charles Lebouc, violoncelliste français (° 22 décembre 1822).
- 10 mars : Xavier Mossmann, journaliste, archiviste et bibliothécaire alsacien (° 5 avril 1821).
- 13 mars : Louis-Nicolas Cabat, peintre et graveur français (° 6 décembre 1812).
- 15 mars : Frédéric de Civry, coureur cycliste français (° 21 août 1861).
- 17 mars : Jules Ferry, homme politique français (° 5 avril 1832).
- 26 mars : Lauri Kivekäs, avocat et homme politique finlandais (° 21 juillet 1852).
- 4 avril : Alphonse Pyrame de Candolle, botaniste suisse (° 28 octobre 1806).
- 8 avril : Xavier Boisselot, compositeur et facteur de pianos français (° 2 décembre 1811).
- 12 avril : Jules Jacques Veyrassat, peintre et graveur français de l'École de Barbizon (° 2 juillet 1828).
- 16 avril : Marie Petiet, peintre portraitiste française (° 20 juillet 1854).
- 23 avril : Auguste de Pinelli, peintre académique français (° 29 juillet 1823).
- 27 avril : Louis Laurent-Atthalin, peintre aquarelliste français (° 28 avril 1818).
- 7 mai :
  - Bernhard von Bismarck, Kammerherr prussien, membre du Landrat, conseiller secret du gouvernement et propriétaire du domaine de Külz à Jarchlin en Poméranie (° 24 juillet 1810).
  - Ward Hill Lamon, garde du corps du président des États-Unis, Abraham Lincoln (° 6 janvier 1828).
- 8 mai : Adèle Kindt, peintre belge (° 16 décembre 1804).
- 25 mai : Johann Rufinatscha, compositeur, théoricien et professeur de musique autrichien (° 1er octobre 1812).
- 28 mai :
  - Felipe de Jesús Villanueva Gutiérrez, compositeur mexicain (° 5 février 1862).
  - Teha'apapa II, reine de Huahine (° vers 1824).
- 11 juin : António Carvalho da Silva Porto, peintre portugais (° 11 novembre 1850).
- 5 juillet : Gabriel Balart, compositeur, chef d'orchestre et pédagogue espagnol (° 8 juin 1824).
- 6 juillet : Guy de Maupassant, écrivain français (° 5 août 1850).
- 17 juillet : Belisario Salinas, avocat et homme politique bolivien (° 10 février 1833).
- 5 août : Friedrich Wilhelm Adami, écrivain, dramaturge et critique de théâtre allemand (° 18 octobre 1816).
- 8 août :
  - José Tavares Bastos, homme politique brésilien (° 1813).
  - Louis Adolphe Beugniet, marchand d'art français (° 1821).
  - Auguste-Barthélemy Glaize, peintre d'histoire et de genre français (° 15 décembre 1807).
- 14 août : Alexander Strauch zoologiste russe (° 1er mars 1832).
- 16 août : Pierre Morain, peintre de genre et de portrait français (° 20 janvier 1821).
- 17 août : John William Casilear, peintre paysagiste américain (° 25 juin 1811).
- 20 août : Alexander Wassilko von Serecki, homme politique autrichien puis austro-hongrois (° 17 décembre 1827).
- 23 août : Michał Elwiro Andriolli, peintre, dessinateur et illustrateur polonais (° 2 novembre ou ° 14 novembre 1836).
- 31 août : William Cusins, pianiste, violoniste, organiste, chef d'orchestre et compositeur anglais (° 14 octobre 1833).
- 9 septembre : George Elvey, organiste et compositeur anglais (° 29 mars 1816).
- 11 septembre : Adolphe Yvon, peintre français (° 30 janvier 1817).
- 26 septembre : Marie-Auguste Flameng, peintre français (° 14 juillet 1843).
- 6 octobre :
  - Prudent Beaudry, homme politique américain d'origine canadienne-française (° 24 juillet 1816).
  - Ford Madox Brown, peintre britannique (° 12 avril 1821).
- 9 octobre : Alfred Quidant, compositeur français (° 7 décembre 1815).
- 10 octobre :
  - Charles Altamont Doyle, peintre britannique (° 25 mars 1832).
  - Barthélemy Menn, peintre suisse (° 20 mai 1815).
- 17 octobre : Edme Patrice Maurice de Mac-Mahon, maréchal de France et ancien président de la République française (° 13 juin 1808).
- 21 octobre : Emmanuel Lansyer, peintre français (° 19 février 1835).
- 24 octobre : Josef Hellmesberger I, violoniste, chef d'orchestre, compositeur et pédagogue autrichien puis austro-hongrois (° 3 novembre 1828).
- 27 octobre : Albert Racinet, illustrateur et peintre français (° 20 juillet 1825).
- 30 octobre : Karl Bodmer, peintre, illustrateur et photographe français d'origine suisse (° 14 février 1809).
- 1er novembre : Jan Matejko, peintre polonais (° 28 juin 1838).
- 6 novembre :
  - Piotr Ilitch Tchaïkovski, compositeur russe (° 7 mai 1840).
  - Johann Rudolf Wolf, astronome suisse (° 7 juillet 1816).
- 8 novembre : Ernest Cahen, pianiste, organiste, professeur de musique et compositeur français (° 18 août 1828).
- 12 novembre : Alexander von Bach, homme politique et juriste autrichien (° 4 janvier 1813).
- 14 novembre : Moritz von Königswarter, banquier, homme politique et philanthrope autrichien puis austro-hongrois (° 16 juillet 1837).
- 16 novembre : George Alexander Osborne, compositeur et pianiste irlandais (° 24 septembre 1806).
- 30 novembre : Franz Mair, chef de chœur et compositeur autrichien puis austro-hongrois (° 15 mars 1821).
- 1er décembre : Eduard Franck, compositeur et pianiste allemand (° 5 octobre 1817).
- 2 décembre : Caroline Pavlova, poétesse et romancière russe et traductrice en allemand (° 10 juillet 1807).
- 4 décembre : Eugenio Ruspoli, explorateur et naturaliste italien (° 6 janvier 1866).
- 8 décembre : Vincent Courdouan, peintre français (° 7 mars 1810).
- 25 décembre : Victor Schœlcher, homme politique français (° 22 juillet 1804).
- 27 décembre : Benedict Randhartinger, compositeur et chanteur autrichien puis austro-hongrois (° 27 juillet 1802).
- Date inconnue :
  - William Tell Coleman, homme politique américain (° 1824).
  - Alice Vasselon, peintre française (° 1849).
  - Andrea Vinai, peintre italien (° 1824).